# فعل در زبان انگلیسی
افعال یکی از بخش‌های اصلی اجزای سخن (یا کلاس‌های واژگانی) در زبان انگلیسی هستند. مانند سایر انواع واژه‌ها در این زبان، افعال انگلیسی تغییرات صرفی زیادی ندارند. اغلب ترکیب‌های زمان (tense)، نمود (aspect)، وجه (mood) و حالت (voice) به‌صورت پیرامونی (periphrastically) بیان می‌شوند، یعنی با کمک ساختارهایی که از افعال کمکی تشکیل شده‌اند.
به‌طور کلی، تنها شکل‌های صرف‌شده‌ی افعال انگلیسی عبارتند از:
- شکل سوم‌شخص مفرد زمان حال که به -s ختم می‌شود،
- زمان گذشته (که گاهی به آن preterite نیز گفته می‌شود)،
- شکل اسم مفعولی گذشته (past participle) که ممکن است با زمان گذشته یکی باشد،
- و شکلی که به -ing ختم می‌شود و به عنوان اسم مصدر (gerund) و وجه وصفی حال (present participle) کاربرد دارد.

بیشتر افعال انگلیسی به‌صورت منظم و ساده صرف می‌شوند، هرچند حدود ۲۰۰ فعل بی‌قاعده هم وجود دارد. بی‌قاعدگی بیشتر این افعال معمولاً مربوط به شکل گذشته و اسم مفعولی آن‌هاست. فعل ربطیِ "be" از جمله افعالی است که شکل‌های صرفی بیشتری دارد و به‌شدت بی‌قاعده است.
گرچه بسیاری از افعال پرکاربرد در زبان انگلیسی (و تقریباً تمام افعال بی‌قاعده) از انگلیسی باستان ریشه گرفته‌اند، بسیاری دیگر از زبان‌های لاتین یا فرانسوی وارد شده‌اند. همچنین، در انگلیسی امکان تبدیل اسم‌ها یا صفت‌ها به فعل وجود دارد (این فرآیند را تبدیل یا Conversion می‌نامند). به‌عنوان مثال، صفاتی مثل "separate" و "direct" در قرن شانزدهم به افعال تبدیل شدند. بعدها تبدیل اسم مفعول‌های لاتینی به فعل (حتی اگر خودِ صفت معادل انگلیسی نداشت) به یک قاعده‌ی پذیرفته‌شده تبدیل شد.
گاهی اوقات افعالی از ریشه‌های لاتینی ساخته می‌شدند که اصلاً در لاتین به صورت فعل وجود نداشتند، صرفاً با اضافه‌کردن پسوند "-ate" (مثل "capacitate"). یا مثلاً از واژه‌های فرانسوی افعالی ساخته می‌شدند، مانند "isolate" که از واژه فرانسوی "isoler" گرفته شده است. 
برای جزئیات بیشتر درباره‌ی کاربردهای زمان‌های مختلف و سایر شکل‌های افعال انگلیسی، به مقاله‌ی کاربردهای اشکال افعال انگلیسی مراجعه کنید.

## شکل‌های صرف‌شده‌ی فعل‌ها
| شخص    | مفرد     | جمع       |
| ------ | -------- | --------- |
| First  | I have   | We have   |
| Second | You have | You have  |
| Third  | It has   | They have |

### اجزای اصلی فعل‌ها
یک فعل با قاعده در زبان انگلیسی تنها یک بخش اصلی دارد که از طریق آن می‌توان تمام شکل‌های دیگر فعل را به‌طور پیش‌بینی‌پذیر ساخت. این شکل پایه یا فرم واژه‌نامه‌ای (base form) است. برای مثال، از فرم پایه‌ی exist می‌توان تمام شکل‌های صرف‌شده‌ی آن (exist, exists, existed, existing) را به‌راحتی ساخت. این فرم پایه را همچنین مصدر ساده (bare infinitive) نیز می‌نامند؛ یعنی همان مصدر بدون کلمه‌ی to.
اما بیشتر فعل‌های بی‌قاعده، سه بخش اصلی دارند، چون زمان گذشته‌ی ساده و اسم مفعولی آن‌ها قابل پیش‌بینی نیست. مثلاً فعل write دارای سه بخش اصلی است:
- write (فرم پایه)،
- wrote (گذشته)،
- written (اسم مفعول).

سایر شکل‌های صرف‌شده‌ی آن (مثل writes, writing) به‌طور منظم از فرم پایه ساخته می‌شوند.
برخی افعال بی‌قاعده، همانند افعال با قاعده، دارای شکل گذشته و اسم مفعولی یکسان هستند؛ مثلاً فعل send که به صورت send–sent–sent صرف می‌شود. مصدر، گذشته‌ی ساده و اسم مفعولی گاهی به‌صورت فرم اول (V1)، فرم دوم (V2) و فرم سوم (V3) شناخته می‌شوند. این شیوه نام‌گذاری در انگلیسی آمریکایی و بریتانیایی تقریباً منسوخ شده، اما همچنان در کتاب‌های درسی و منابع آموزشی بسیاری از کشورها استفاده می‌شود. 
برخی گویشوران تنها از دو فرم استفاده می‌کنند و تفاوت بین V2 و V3 را از بین می‌برند، هرچند این کار در زبان رسمی غیر استاندارد تلقی می‌شود. برای اکثر افعال، این فرم‌ها شامل V1 و V2 هستند (مثل: have they went yet? که به جای gone استفاده می‌شود، یا corporate-ran company به جای corporate-run)، ولی در مورد برخی افعال، ترکیب V1 و V3 به کار می‌رود (مثل I seen it, he done it که به جای saw و did استفاده شده‌اند).
افعال do, say و have همچنین شکل‌های سوم‌شخص مفرد نامنظم در زمان حال دارند. فعل ربطی be بسیار بی‌قاعده است و شامل شکل‌های متعددی چون be, am, is, are, was, were, been, being می‌شود. از طرف دیگر، افعال وجهی (modal verbs) مانند can و must افعالی ناقص هستند که تنها در چند شکل محدود استفاده می‌شوند.

### فرم پایه (Base Form)
فرم پایه یا فرم ساده یک فعل انگلیسی، شکلی است که هیچ نشانه‌ی صرفی در انتهای آن ندارد.
برخی پسوندهای واژه‌سازی (نه صرفی) برای ساختن فعل‌ها به‌کار می‌روند، مانند:
- -en (مثل sharpen)
- -ate (مثل formulate)
- -fy (مثل electrify)
- -ise/ize (مثل realise / realize)

اما با این حال، افعالی که این پسوندها را دارند، همچنان به‌عنوان فرم پایه شناخته می‌شوند.
بسیاری از افعال پایه همچنین دارای پیشوندهایی هستند مانند:
- un- (مثل unmask)
- out- (مثل outlast)
- over- (مثل overtake)
- under- (مثل undervalue)

برخی فعل‌ها نیز با تبدیل مستقیم از اسم یا صفت به‌وجود می‌آیند، مانند:
- snare, nose, dry, calm

#### کاربردهای فرم پایه
فرم پایه‌ی فعل در کاربردهای زیر استفاده می‌شود:
- به عنوان مصدر ساده (bare infinitive) و همراه با to در مصدر کامل (مثل: to write)
- در زمان حال ساده، به جز سوم‌شخص مفرد (مثل: I/you/we/they write regularly)
- در جملات امری (مثل: Write these words.)
- در وجه التزامی (subjunctive) (مثل: I suggested that he write a novel.)

برای افعالی مثل be که شکل‌های متفاوتی در زمان حال ساده دارند، و همچنین افعال وجهی که در مصدر، امری یا التزامی به‌کار نمی‌روند.